# Celje
Celje (niem. Cilli, Zilli, węg. Cille, łac. Celeia, Cilia) – miasto w Słowenii, nad rzeką Savinja, położone w środkowo-wschodniej części kraju, na obszarze Dolnej Styrii, na szlaku łączącym Lublanę z Mariborem. 
Trzecie co do wielkości miasto kraju, ważny węzeł komunikacyjny. Leży w strefie klimatu umiarkowanego ciepłego, z wyraźnymi różnicami między poszczególnymi porami roku. Corocznie odbywają się tam największe w Słowenii targi o międzynarodowym charakterze, na których swe wyroby i usługi prezentują rozmaite branże.

## Historia

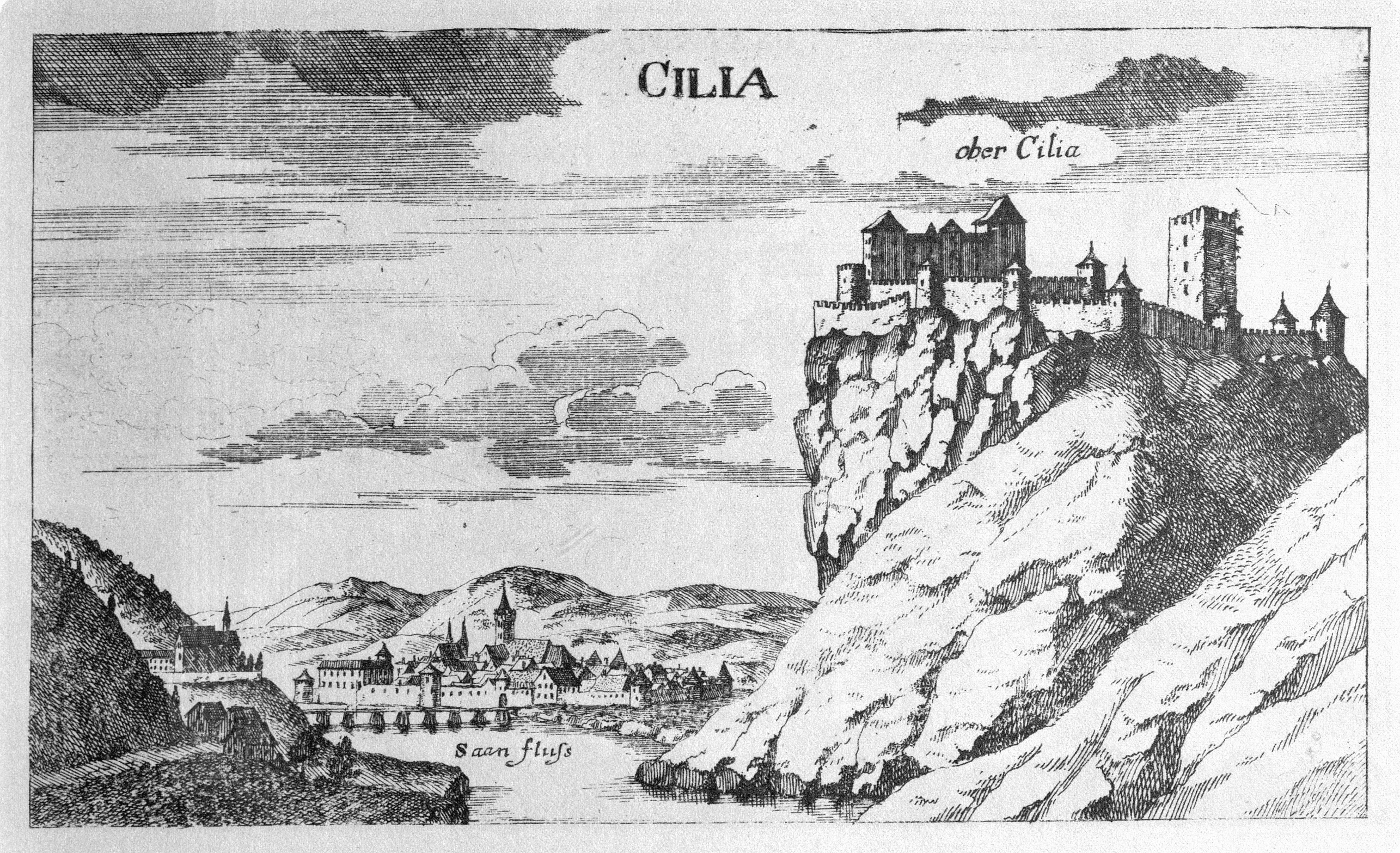
Historyczny widok Celja z Wysokim Zamkiem nad Savinją (1681)

Miejscowość w alpejskiej krainie Noricum, pierwotnie osada iliryjsko-celtycka o nazwie Kelea na terytorium tamtejszego plemiennego królestwa Celtów (tzw. Regnum Noricum). Ok. 15 n.e. zajęta przez Rzymian i za panowania cesarza Klaudiusza jako Claudia Celeia przekształcona w rzymskie municypium (46 n.e.), stała się ośrodkiem administracyjnym części prowincji Noricum. Wspomniana przez Pliniusza (Naturalis historia III, 146), wymieniona też przez Ptolemeusza i zaznaczona w Tabula Peutingeriana oraz w Itinerarium Antonina. Wczesny i szybki rozwój miasto zawdzięczało położeniu na szlaku bursztynowym. Za czasów Klaudiusza prawdopodobnie jeszcze nieumocnione, fortyfikacje obronne zyskało dopiero wskutek zagrożenia podczas wojen markomańskich . 
W okresie wędrówek ludów najechane i splądrowane w 452 roku przez Hunów, a w V–VI wieku niszczone też przez najazdy Słowian, mimo to od wieku IV do VII/VIII pozostawało stolicą wczesnochrześcijańskiego biskupstwa . 
W XIV wieku odrodziło się jako siedziba hrabiów Celje, możnowładców spokrewnionych z Piastami i Jagiellonami, dysponujących w XV stuleciu rozległymi posiadłościami w Styrii, Krainie i Karyntii (stąd ich herb z 3 złotymi gwiazdami, zawarty obecnie nie tylko w herbie miejskim, lecz także w słoweńskim herbie państwa i fladze narodowej) i rozciągających swe wpływy na królestwo węgierskie. Po zamordowaniu i bezpotomnej śmierci księcia Ulryka II w 1456 Celje wraz z resztą dziedzicznych posiadłości przeszło na własność Habsburgów, pozostając odtąd jako część Styrii w granicach ich cesarstwa. Doprowadzenie w 1846 linii kolejowej istotnie wpłynęło na dalszą rozbudowę i uprzemysłowienie miasta.

## Zabytki
(na podstawie cytowanego źródła)

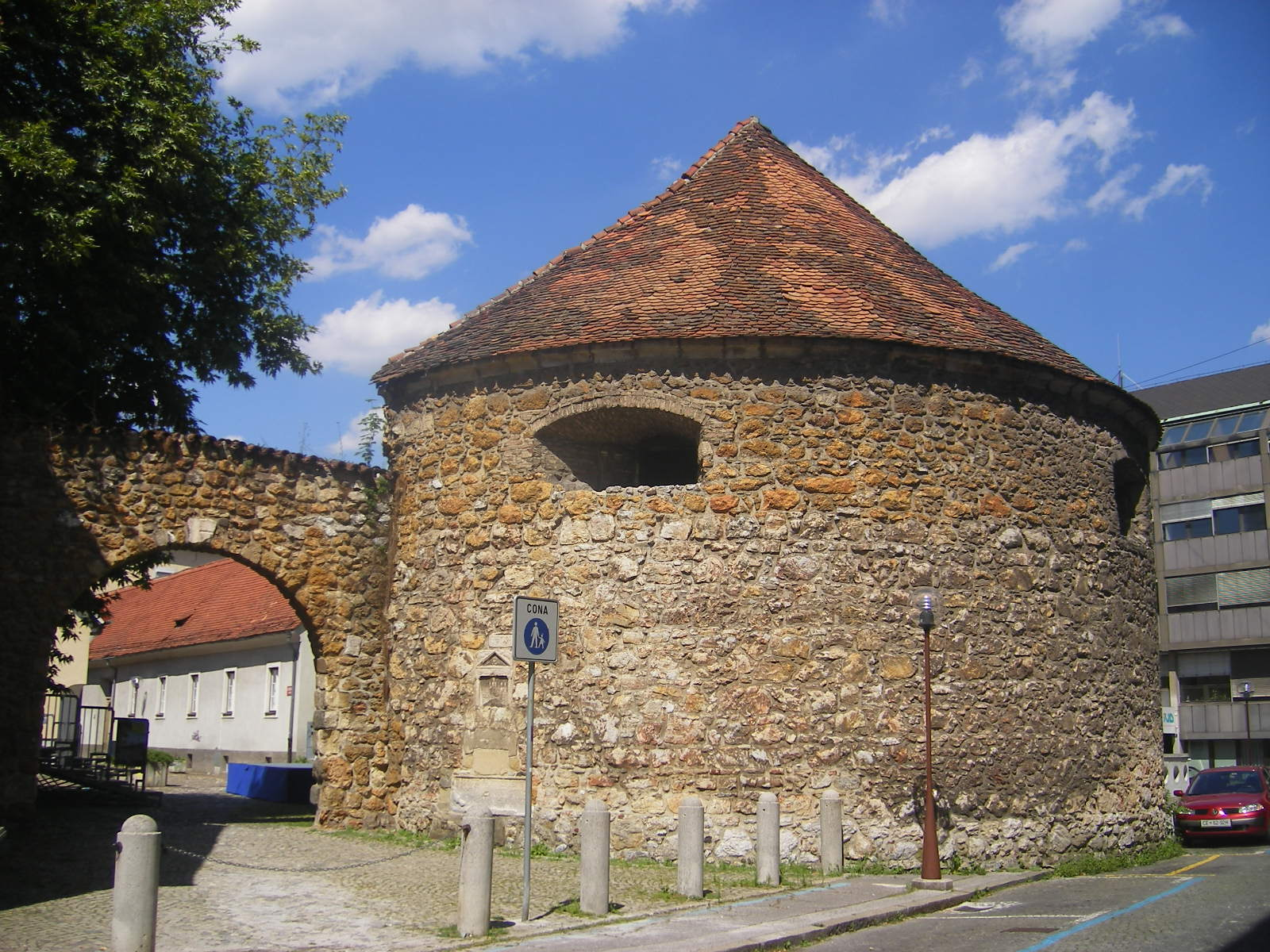
Średniowieczna Wieża Wodna

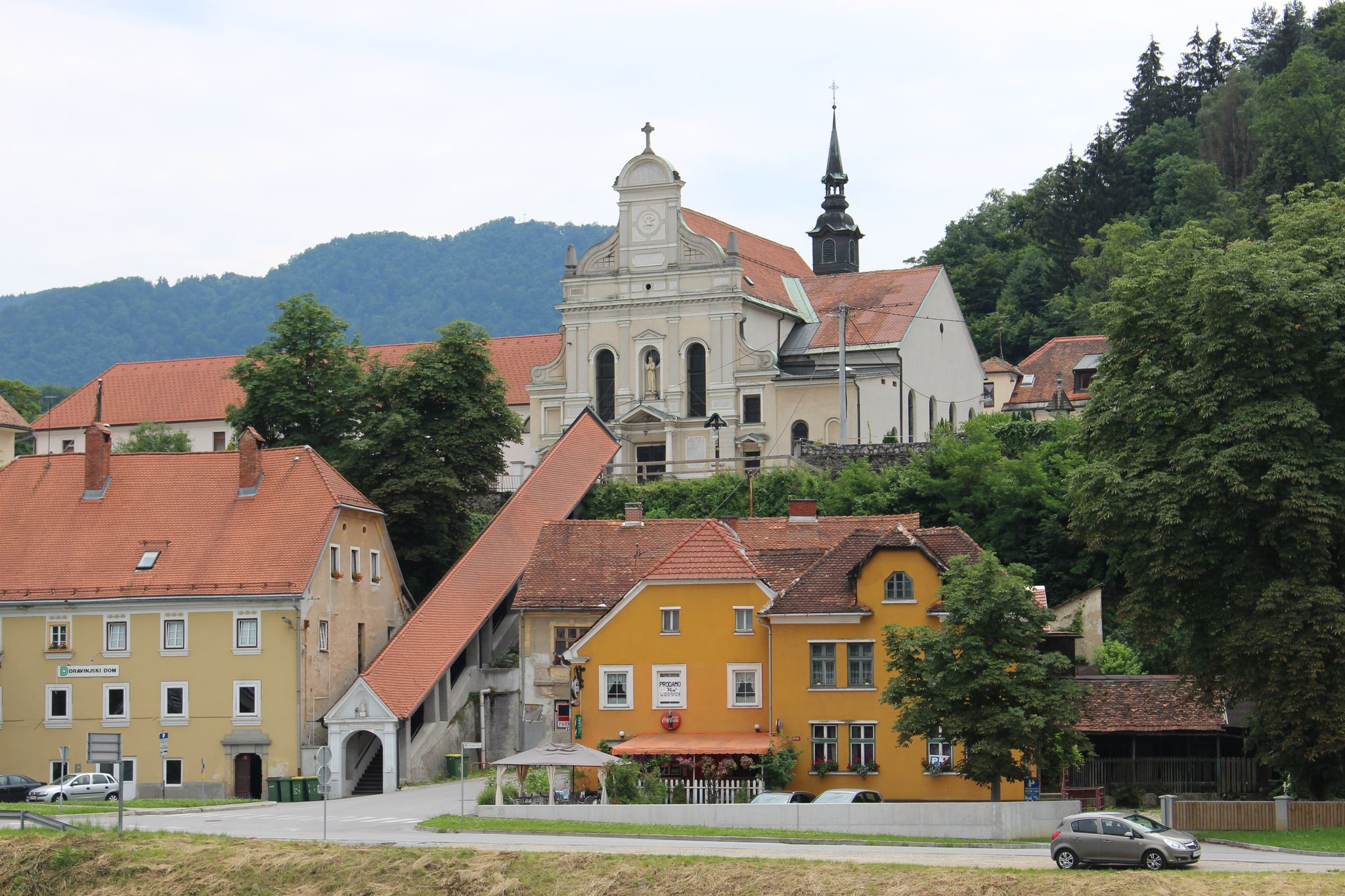
Kapucyński kościół św. Cecylii z krytymi schodami z 1826

- Dolny Zamek (Spodnji grad) – miejska siedziba możnowładców cylejskich z XIV–XV wieku
- katedra św. Daniela (cerkev/stolnica sv. Danijela) z sąsiadującą barokową kolumną maryjną (1776)
- kościół franciszkanów (Frančiškanska cerkev) – z połowy XIII–XIV w., przebudowany w kon. XIX wieku; tradycyjne miejsce pochówku hrabiów cylejskich
- Wieża Wodna (Vodni stolp) – część XV-wiecznych obwarowań miejskich z fragmentami z czasów rzymskich
- Stara Grofija – renesansowy pałac rodziny Thurn-Valsassina z XVI/XVII w., teraz mieszczący muzeum regionalne
- klasztor kapucynów (Kapucinski samostan) – z początku XVII wieku, barokowe zabudowania na przeciwległym brzegu rzeki; w pobliżu pozostałości rzymskiej świątyni Herkulesa
- stary ratusz – przebudowany w XIX w., obecnie Muzeum Historii Najnowszej
- Dom Cylejski (Celjski dom) – secesyjny budynek z lat 1905–1906, dawna siedziba tzw. Domu Niemieckiego
- Stari Pisker – dawne więzienie kobiece w śródmieściu, podczas wojny miejsce kaźni, obecnie miejsce pamięci

## Gospodarka
W mieście rozwinął się przemysł metalowy, chemiczny, włókienniczy oraz drzewny.

## Sport
Miasto jest siedzibą klubu NK Celje.

## Miasta partnerskie
- Grevenbroich, Niemcy
- Singen (Hohentwiel), Niemcy
- Budva, Czarnogóra
- Czerepowiec, Rosja
- Ćuprija, Serbia
- Graz, Austria
- Spittal an der Drau, Austria